# Генерал армии (Румыния)
Генерал армии (рум. General de armată) — одно из высших воинских званий в Румынии в 1941—2001 (выше — маршал).

## История звания
Четвертое по старшинству генеральское звание в Румынии (выше — звание маршала; ниже: до 1947 г. и в 1995—2001 гг. — бригадный генерал, дивизионный генерал и корпусной генерал, в 1947—1995 г. — генерал-майор, генерал-лейтенант и генерал-полковник).
В 2001 г. звание генерала армии было заменено на звание генерала.
Знаки различия — погоны с четырьмя большими золотыми звездами в ряд.

## Список генералов армии
В скобках указываются имя и фамилия на румынском языке.
Королевство Румыния (до 1947 г.)
1. 1941 — Антонеску, Ион (Antonescu Ion) (1882—1946)[1]
2. 1942 — Думитреску, Петре (Dumitrescu Petre) (1882—1950)
3. 1944 — Аврамеску, Георге (Avramescu Gheorghe) (1884—1945)
4. 1944 — Михаил, Георге (Mihail Gheorghe) (1887—1982)
5. 1944 — Сэнэтеску, Константин (Sănătescu Constantin) (1885—1947)
6. 1945 — Атанасиу, Василе (Atanasiu Vasile) (1886—1964)
7. 1946 — Раковицэ, Михаил (Racoviță Mihail) (1889—1954)
8. 1946 — Ласкар, Михаил (1889—1959)

Румынская Народная Республика (1947—1965)
1. 1948 — Василиу-Рэшкану, Константин (Vasiliu-Rășcanu Constantin) (1887—1980)
2. 1951 — Боднэраш, Эмиль (1904—1976)
3. 1958 — Теклу, Якоб (Teclu Iacob) (1899—1976)
4. 1959 — Сэлэжан, Леонтин (Sălăjan Leontin) (1913—1966)
5. 1964 — Тутовяну, Ион (Tutoveanu Ion) (р. 1914)

Социалистическая Республика Румыния (1965—1989)
1. 1971 — Ионицэ, Ион (Ioniță Ion) (1924—1987)
2. 1974 — Дэмэчяну, Думитру (Dămăceanu Dumitru) (1896—1978)

Румыния (с 1989)
1. 1989 (посмертно) — Миля, Василе (Milea Vasile) (1927—1989)
2. 1989 — Милитару, Николае (Militaru Nicolae) (1925—1996)
3. 1991 — Стэнкулеску, Виктор (Stănculescu Victor-Atanase) (1928—2016)
4. 1994 — Ионел, Василе (Ionel Vasile) (р. 1927)
5. 1994 — Келер, Паул (Cheler Paul) (1928—2005)
6. 1998 — Гырбя, Титус (Gârbea Titus) (1893—1998)
7. 2000 — Георге, Ион (Gheorghe Ion) (1923—2009)
8. 2000 — Деджерату, Константин (Degeratu Constantin) (р. 1948)
9. 2000 — Драгня, Марин (Dragnea Marin) (р. 1923)
10. 2000 — Илина, Дечебал (Ilina Decebal) (р. 1948)
11. 2000 — Чофлинэ, Думитру (Cioflină Dumitru) (р. 1942)
12. 2000 — Мурешан, Мирча (Mureșan Mircea) (р. 1949)
13. 2000 — Попеску, Михаил (Popescu Mihail) (1948—2013)
14. 2000 — Спирою, Николае (Spiroiu Nicolae) (р. 1936)
15. 2002 — Дэнеску, Джордже-Иоан (Dănescu George-Ioan) (ум. 2002)[2]
16. 2003 — Пенчук, Думитру (Penciuc Dumitru) (1925—2011)[2]

В ВМФ Королевства Румыния и современной Румынии званию генерала армии соответствовало звание адмирала (рум. Amiral). В социалистический период это звание было приравнено к генерал-полковнику и в ВМФ не было звания, равного генералу армии.
Звание «четырехзвездного» адмирала до 2001 г. в Румынии было присвоено:
1. 1945 — Бэрбуняну, Петре (Bărbuneanu Petre) (1881—1979)
2. 1989 — Арон, Михай (Aron Mihai) (1927—1994)
3. 1995 — Думитреску, Эмиль (Dumitrescu Emil) (р. 1935)